# قرمان غازي بن ساغر باي
قُرْمَان غَازِي بْنُ سَاغَر بَاي (بالقزاقية: قرمان‌غازى ساغر‌بايۇلى/Құрманғазы Сағырбайұлы) ملحن قزاقي وعازف على القَوْبَزِ والدُّنْبُرَةِ وممن كان له كبيرُ أثرٍ في الموسيقى القزاقية. وبه سميت مدرسة قرمان غازي الموسيقية وهي المدرسة الموسيقية الوطنية في قزاقستان.
ولد ابن ساغر باي سنة 1818 في في قبيلة بوكي (حاليا مقاطعة زاناكالا، قزاقستان الغربية). ودُفن سنة 1896 في منطقة أستراخان في فولغا السفلى بالاتحاد الروسي.في عام 1993، استخدمت صورته على ورقة نقدية من فئة 5 تنكات قزاقستانية، وعلى طابع بريدي قزاقستاني عام 1998.

## روابط خارجية
- قرمان غازي بن ساغر باي على موقع ميوزك برينز (الإنجليزية)